# 喬許·葛洛班
约书亚·溫斯洛·葛洛班（英語：Joshua Winslow Groban，1981年2月27日—）是一個曾被提名葛萊美獎的美國創作歌手，憑藉他成熟，感情豐富和男中音聲線而廣為人知。雖然他的願望是繼續從事歌劇，但近來仍然專注於唱歌及唱片灌錄。
葛洛班目前居住在洛杉磯。

## 早期生活
喬許·葛班洛在美國洛杉磯出生。他的父親是猶太人。他的母親有英格蘭、德國、挪威和猶太血統。父親在婚後改變信仰，成為基督徒。葛洛班的弟弟．基斯杜化，與他同一天生日，但則較他年輕四年。
葛洛班以歌手身分首次登台，是他七年級的時候，但是隨後擱下了數年。他表示：「我很享受藝人的外觀，可是我的水平正在下降。我並不感覺到我有足夠的靈感，所以我去了布里吉斯學院（Bridges Academy）以提升我的水平至 A。」當葛洛班在布里吉斯學院的時候，他上普通課堂，由上午9時至下午1時，然後出席有關劇場的課堂。他不但在學校演奏一便士哨子，还会演奏卡祖笛。
1997及1998年，葛洛班在密歇根大學參與了因特洛肯藝術營（Interlochen Arts Camp），當他在學校外開始參加聲樂課堂，同時在因特洛肯藝術營又參與了音樂劇院。葛洛班表示：「我一方面開始上音樂課堂，而另一方面，我又很投入於音樂劇院。我擁有一把不錯的男中音聲線，所以我開始在學校參與演戲及唱歌的製作。」
1998年後期，時年17歲的葛洛班被介紹到是他的聲樂教練——葛萊美獎最佳製作人／編曲家的得主大衛·佛斯特。他以試演歌手的身份，為佛斯特演出一系列的倍受注目的項目，包括1999年的葛萊美獎，當時為安德魯·伯切里（Andrea Bocelli）作代替人。葛洛班又與席琳·狄翁合唱佛斯特的歌曲《禱告》（The Prayer），以及在1999年1月葛雷·戴維斯（Gray Davis）當選加利福尼亞州州長的就職典禮。
葛洛班在1999年又進入洛杉磯郡藝術高中，為劇院重要人物及畢業生。及後在賓夕法尼亞州匹茲堡的卡內基梅隆大學中修讀戲劇。

## 早年事業
葛洛班離開卡內基梅隆大學僅僅一年，他便透過科士打的143唱片公司，與華納兄弟簽署錄音合約。他一直以歌手身分被注視著，科士打表示：「我十分愛他本身在流行音樂及搖滾樂範疇的能力，但是我更愛他對西洋古典音樂的感覺，他亦是一個擁有猜想到的真正積極善意正面音樂力量的人。」 因此，受科士打的影響，葛洛班的首張專輯比較集中在西洋古典音樂的歌曲，如《今夜伴我流浪》（義大利語：Gira Con Me Questa Notte）和《在陽光下》（義大利語：Alla Luce Del Sole），前者是由科士打及葛洛班決定的。
在被科士打提拔不久後，葛洛班在莎拉·布萊曼的2000年-2001年「月球」巡迴演唱會（西班牙語：La Luna Tour）中合唱《為我守候》（There For Me），並收錄於「月球」巡迴演唱會DVD。他的首次灌錄工作是與蘿拉·菲比安合唱《為了永遠》（For Always），該歌曲是2001年電影《人工智慧》的主題曲。葛洛班同時開始參與慈善工作，包括：在「安德魯·阿格西大滿貫兒童福利活動」（The Andre Agassi Grand Slam Event For Children）中與艾爾頓·約翰、史提夫·汪達，唐·亨利及羅賓·威廉斯一同演唱；「穆罕默德·阿里拳擊之夜基金會」所舉辦的是向米高·霍士及其他人致敬的活動；東道主是克林頓及其妻子希拉蕊·柯林頓和大衛·E·凱利及其妻子蜜雪兒·菲佛的2001年「家庭慶典」活動；邁可．米爾肯籌募癌症研究經費的「CapCure」活動。
葛洛班曾於2001年5月，在電視節目《甜心俏佳人》最後一季中飾演一角，名為馬爾柯姆·維雅特（Malcolm Wyatt），並在劇中演唱《你還是你》（You're Still You）。電視劇的創作人大衛·E·凱利對葛洛班在「家庭慶典」活動的演出有很深的印象。基於觀眾對葛洛班歌唱的反應，凱利在最後一季中創造了一個專為他量身訂作的角色。馬爾柯姆·維雅特的角色十分出名，共有8,000個電郵由支持者寄出，要求葛洛班要在下一季繼續他的角色，他在該季亦演唱一支歌，名為《與你同在》（To Where You Are）。
真正令葛洛班成名的是他在2001年11月20日首次露面的專輯。在下一年，該專輯的銷售量由金唱片變為雙白金。
在2002年2月24日，葛洛班與夏洛蒂·澈奇在冬季奧運會的閉幕典禮上，合唱一曲《祈願者》（The Prayer），而在11月，他擁有自身的特別公共廣播節目—《演唱會中的喬許·葛洛班》（Josh Groban In Concert，2002）。至於在12月，葛洛班跟西絲兒·凱嘉波於挪威首都奧斯陸舉行的諾貝爾和平獎音樂會合唱《與你同在》和《祈願者》。其後，他與可兒家族、羅南·基廷、史汀、莱昂纳尔·里奇及其他人在意大利首都羅馬中的梵蒂岡進行一場聖誕節表演。2003年，葛洛班在科士打創辦的「世界兒童日」演唱會獻唱。他更與席琳·狄翁一同合唱歌曲《祈願者》以及與眾多歌星，如尤蘭達·亞當斯、尼克·卡特，安立奎·伊格萊西亞斯和席琳·狄翁合唱最後一首歌《他們都是我們的孩子》（Aren't They All Our Children）。

## 近年事業
葛洛班第二張專輯《愛已近》，同樣是科士打製作的。此專輯在2003年11月11日發行。葛洛班認為他的第二張專輯是一張更能反映自己的專輯，而他的支持者可以透過聆聽這張專輯，更加瞭解他的性格。他又表示：「人們瞭解我是透過我的音樂。這一次，我嘗試打開盡量打開我的心窗，專輯內的音樂是對支持者瞭解我自己邁出了一大步。另外，專輯的音樂是我主要是關於我個人的音樂，故此專輯命名為『愛已近』」。
在《愛已近》發行兩個月後，它在廣告牌的排行榜由第十一位升至第一位。葛洛班因翻唱布萊恩·甘迺迪的歌《你鼓舞了我》而在成人當代音樂排行榜變得非常有名。他又與譚雅·查洛夫斯卡為電影《木馬屠城記》演唱配樂，歌曲名為《記憶》（Remember）。至於《相信》（Believe），則是2004年的電影《北極特快車》的配樂，他更翻唱聯合公園的歌曲《我的十二月》（My December）。
2004年夏季，葛洛班回到密西根州的因特洛肯，那裏是葛洛班曾經為當地居民及宿營者表演的地方，更是分享他作為一個年輕的藝人的經驗。11月30日，他的第二張現場演唱會DVD——《生活在希臘》（Live At The Greek）發行。是次演唱會曾被公共電視網（PBS）在偉大的表演系列節目中播放。同時在2004年，葛洛班與管絃樂團在全美音樂獎共同演出一曲《記得下雨時》（Remember When It Rained）。其時，他在流行音樂的範疇被提名為「最受喜愛的男藝人」。葛洛班與他的錄音在2004年曾經被提名多於十二次，包括全美音樂獎、世界音樂獎、奧斯卡金像獎以及葛萊美獎。
其他的演出包括一系列的脫口秀，如《歐普拉·溫芙蕾秀》、《艾倫·狄珍妮秀》、《賴瑞金現場》，《蘿西·歐唐納秀》、《提姆和埃里克精彩秀，伟大的工作！》、《傑·雷諾今夜秀》、《20/20》、《今天》、梅西感恩節大遊行、第三十八届超级碗，以及洛克菲勒中心聖誕樹點燈儀式。
在2006年9月的第一個星期，葛洛班最新的歌曲命名為《你是被愛的（別放棄）》，這首歌特意在AOL作第一次的播放。這一首歌是從他第三張錄音室專輯《覺醒》中取出來，它正式發行日期為2006年11月7日。葛洛班不但在他錄音期間演唱《你是被愛的（別放棄）》，而且更於2006年10月26日為在艾比路錄音室舉行的「來自艾比路的現場」唱出另一兩首從《覺醒》選出來的歌曲。由2007年2月至8月，他的「覺醒」世界巡迴演唱會到訪過71個城市，而且在9月至10月在澳洲額外多開一場演唱會。葛洛班又與芭芭拉·史翠珊以二重唱的方式唱出《我唯一所知的愛》（All I Know of Love）。另外，他又於同年與法國歌手米雷耶·馬蒂厄以二重奏演唱《飛越彩虹》（Over the Rainbow）。葛洛班表示即使在百老匯音樂劇院表演一天都極感興趣。
2007年7月，葛洛班騰出數星期的時間，在倫敦與倫敦愛樂樂團及非洲的兒童合唱團灌錄聖誕節專輯。這張專輯在2007年10月9日發行，名為《聖誕》。
根據附在CD/DVD版本的《聖誕》專輯紙條，《覺醒：現場音樂會CD+DVD》將在2008年上半年發行。

## 葛洛班迷
「葛洛班迷」（Grobanites）是一群葛洛班最為激進及忠實的支持者。葛洛班迷來自全世界的人，不論男女及年齡，都可以介定為葛洛班迷。不過，絕大部份的葛洛班迷都是女性。

## 慈善工作

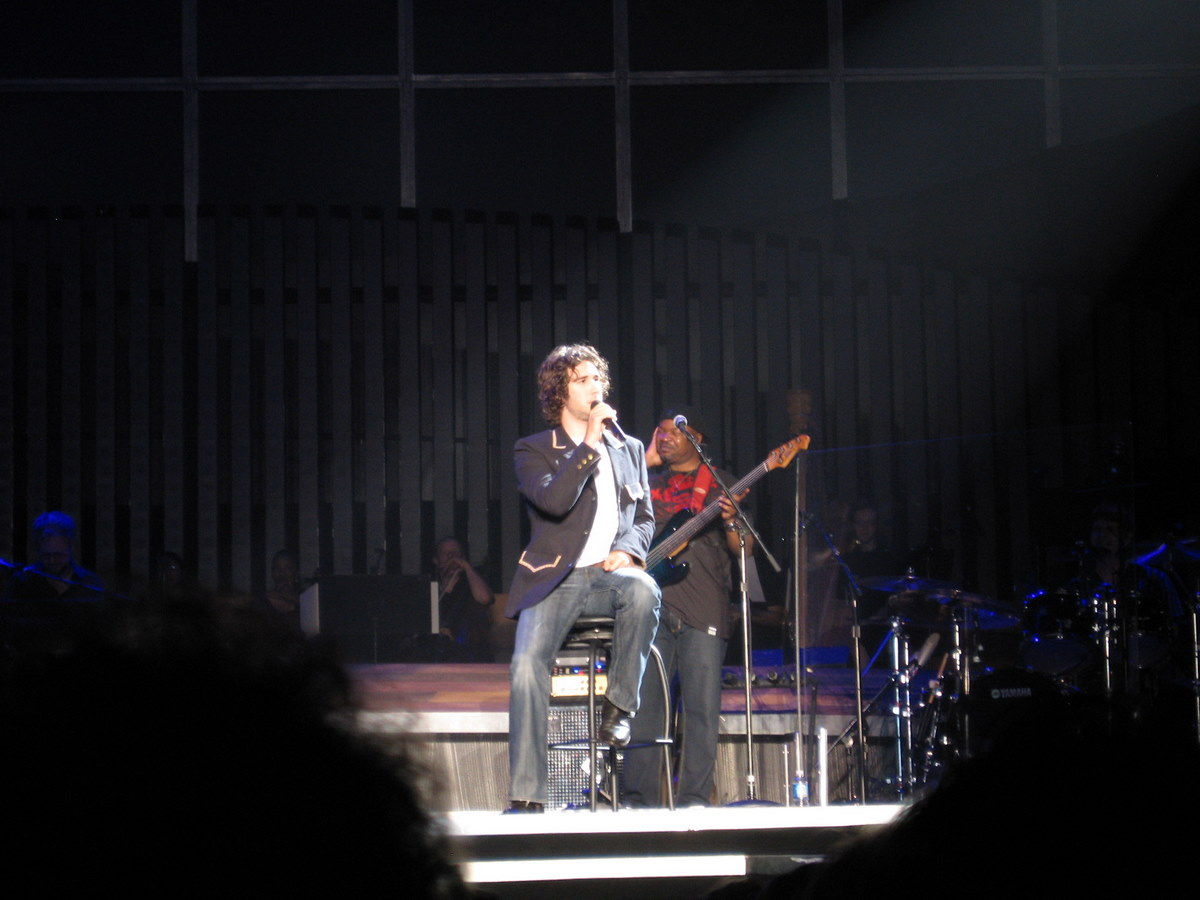
葛洛班在亞特蘭大市的木板大會堂的演唱會

在大衛·科士打的指引下，葛洛班在許多慈善場合作出表演，當中包括VH1拯救音樂（2005年）、海嘯援助：希望音樂會（2005年）、第五屆收養雷區組織年度音樂會（2005年）、第二屆年度葛萊美·傑姆（2nd Annual Grammy Jam，2005年）、現場八方（2005年）、心臟基金會慈善晚會（2005年）及大卫·福斯特及其朋友慈善晚会（2006年）。葛洛班在2004年的一個南非旅程中探望納爾遜·曼德拉時，從中得到啟發。曼德拉確立葛許．葛洛班基金，此項基金乃幫助兒童的教育、健康及藝術發展。曼德拉指定葛洛班為其曼德拉計劃46664的官方大使，那是一個協助提升全球人士對非洲愛滋病關注活動。2007年4月25日，葛洛班與非洲兒童合唱團在《美國偶像》的〈偶像回馈〉單元演唱其插曲。同年的9月2日，葛洛班曾為夏洛特-梅克倫堡學校籌得150,000美元的善款，以支持音樂教育。

## 影響及個人資料
一些葛洛班的音樂是受電台司令、保羅·西蒙、史汀、彼得·蓋布瑞爾及碧玉影響。他說他能由任何人決定他能否衝出音樂的框架及邊界。至於聲樂，他認為「有人以歌聲道出自己的故事」，當中包括曼迪·帕廷金、克勞斯·諾米、喬治赫恩及盧奇亞諾·帕華洛帝。

## 唱片分類

### 唱片
- Josh Groban - 2001
- Josh Groban In Concert CD/DVD - 2002
- Closer, available with DVD - 2003
- Live at the Greek CD/DVD - 2004
- Awake, available with DVD - 2006
- With You (Hallmark promotional disc) - 2007
- Noel, available with DVD - Christmas Album - 2007
- Awake: The Live Concert CD + DVD, - Early 2008
- ILLUMINATIONS, - 2010
- ALL THAT ECHOES, - 2013

### 演唱會
- 莎拉·布萊曼: La Luna: Live in Concert (DVD) - 2001 - Duet on "There for Me"
- A.I. - Artificial Intelligence Original Motion Picture Score - 2001 - Duet on "For Always" (with Lara Fabian)
- Enchantment - 2001 - Duet on "The Prayer"
- Josh Groban In Concert - 2002
- Prelude: The Best of Charlotte Church - 2002 - Duet on "The Prayer"
- Enchantment: Charlotte Church (DVD) - 2002 - Duet on "Somewhere" and "The Prayer"
- Duets with Barbra Streisand - 2002 - Duet on "All I Know Of Love"
- Concert for World Children's Day (DVD) - 2003 - Performed "Gira Con Me," "To Where You Are," "The Prayer" (duet with 席琳·狄翁), and "Aren't They All Our Children Anthem" as a cast.
- CHESS: Actors' Benefit Fund Concert - 2003
- Troy Soundtrack - 2004 - "Remember" with Tanja Tzarovska
- The Polar Express Soundtrack - 2004 - "Believe"
- Live At The Greek - 2004
- Come Together Now - Hurricane Relief Concert - 2005
- Hurricane Relief - Come Together Now: "Alla Luce Del Sole" & "Tears in Heaven" - 2005 - Participated in the fund raising concert and CD for victims of the hurricanes of 2005, including Katrina and Rita.
- Lady in the Water (teaser trailer) - 2006 - "Mi Mancherai (Il Postino)"
- Barbara Cook at the Met (CD) - 2006 - Duet on "Move on" and "Not While I'm Around"
- 全美音樂獎 - 2006 - performed "February Song"
- 肯尼迪中心榮譽獎 - 2006 - honoring Andrew Lloyd Webber and sang "Music of the Night"
- Macy's Thanksgiving Day Parade - 2006 - performed "February Song"
- Awake Tour - 2007
- 美国偶像 Idol Gives Back - 2007 - performed "You Raise Me Up" with The African Children's Choir
- Concert For Diana - 1st July 2007 - performed "All I Ask Of You" of "Phantom of The Opera" alongside Sarah Brightman

### 電視劇/電影
- Ally McBeal Season 4 Box Set 2 (DVD) - 2002 - In episode "The Wedding" Josh plays Malcolm Wyatt and performs "You're Still You"
- Ally McBeal Season 5 Box Set 1 (DVD) - 2003 - In episode "Nine One One" Josh plays Malcolm Wyatt and performs "To Where You Are"

Glee（页面存档备份，存于） Season 1  "Journey"(1.22) .... Himself /"Acafellas" (1.03) .... Himself

## 外部連結
- 官方網站（页面存档备份，存于）